# 千鳥のかいつまんで教えてほしいんじゃ!
『千鳥のかいつまんで教えてほしいんじゃ!』（ちどりのかいつまんでおしえてほしいんじゃ!）は、TBS系列で、2021年から月曜日に不定期放送されている教養バラエティ番組であり、千鳥の冠番組でもある。

## 出演者
MC
- 千鳥（大悟・ノブ）

進行
- 山本恵里伽（TBSテレビアナウンサー)

## 放送リスト
| 回 | 放送日時                     | ゲスト | 備考 |
| -- | ---------------------------- | --- | ---- |
| 1  | 2021年11月1日 20:00 - 22:00  | 池田美優 渋谷凪咲 (NMB48) 関口メンディー 出川哲朗 福田麻貴 (3時のヒロイン)                                |      |
| 2  | 2022年2月14日 19:00 - 20:30  | 小杉竜一 (ブラックマヨネーズ) 新庄剛志 (SPゲスト) 高橋ひかる 出川哲朗 中岡創一 (ロッチ) 長谷川雅紀 (錦鯉) |      |
| 3  | 2022年5月9日 19:00 - 21:00   | 倉科カナ 小杉竜一 (ブラックマヨネーズ) 渋谷凪咲 (NMB48) 出川哲朗 長谷川雅紀 (錦鯉)                        |      |
| 4  | 2022年10月31日 19:00 - 21:00 | 小杉竜一 渋谷凪咲 田中圭 出川哲朗 ナヲ                                                                    |      |

## スタッフ
- 企画・総合演出：平野亮一
- ナレーション：銀河万丈、ゆりやんレトリィバァ
- コーラス：Dreamers Union Choir
- 構成：興津豪乃、木野聡、竹村武司、細井新、植田将崇、関野樹（竹村・関野→第4回）
- TM：鈴木昭平
- TD：中里子
- CAM：佐藤光一（第4回）
- VE：佐藤希美（第1,3回-）
- 音声：西偲伸（第4回）
- 照明：木村郁恵
- 協力：アフロ、PIXTA（共に第1,3回-）、Getty Images（第3回-）
- 編集：MJ、奈良貢
- MA：TBS ACT、横田良孝（横田→第3回-）
- 音響効果：藤原大介
- 美術プロデューサー：金子靖明（第2回-、第1回はデザイナー）
- デザイナー：村山柚香
- 美術ディレクター：保田大介（第4回、第2,3回は美術制作）
- 装置：岡野浩典（第2回-、第1回は大道具）
- 操作：西原武志（第2回-）
- 特殊装置：黒野堅太郎
- アクリル装飾：青木剛
- 電飾：森田光俊
- ヘアメイク：アートメイク・トキ
- CG：the King Maker
- イラスト：合同会社こころえ（第1,2,4回）
- 編成：寺田淳史
- 配信(第3回-)：相川拓也（第3回-）
- 宣伝：松村紗仁子（第1,2,4回）、豊岡聡美（第4回）
- TK：大島倫子
- デスク：石川素子
- リサーチ：喜多あおい
- AD：伊原早紀、木元昇平、藤木究亘、田宮琴美、柴田恵、藤澤慎之介、竹花勇人、伊藤航、渡邊晏夏（伊原→第1,3回、藤木→第2回-、木元・田宮・柴田・藤澤・竹花・伊藤・渡邊→第4回）
- 制作進行：河野昌美
- AP：明田未妃、三井那結、余田花菜（明田・余田→第4回）
- フロアディレクター(第4回)：清水拓也、崎谷英蘭（共に第4回、清水→第1-3回はディレクター、崎谷→第3回はディレクター）
- ディレクター：照井有、中須賀美理、葺屋香乃子、齋藤裕弘、奥村天知、田村容子、松延由子、長谷川智也、藤原優太（中須賀・葺屋・齋藤→第1回-、照井→第2回-、第1回は演出、奥村・田村・松延・長谷川・藤原→第4回）
- キャスティングP：久田誠司、向恵利香
- 演出：春田英和、吉岡賢祐、山下和之、岩本智也（吉岡→第2回-、第1回はディレクター、山下・岩本→第4回）
- 担当プロデューサー：石野浩史、藤枝祐一郎、横森あつし、ミンジ、中山準士、間篠高行（横森・ミンジ・中山・間篠→第4回）
- プロデューサー：水野剛寿（第4回）
- 制作プロデューサー：石黒光典
- 制作協力：Cast Company、ハウフルス、JUMP、いまじん（JUMP・いまじん→第4回）
- 制作：TBSテレビコンテンツ制作局バラエティ制作一部
- 製作著作：TBSテレビ

### 過去のスタッフ
- CAM：田口弘謹（第1-3回）
- VE：宮本民雄（第2回）
- 音声：池田千尋（第1-3回）
- 協力：ゲッティ（第1回）、浦安マリーナ（第2回）、産経新聞社（第2,3回）、永野裕之、内山敦支、家光素行（共に第3回）
- MA：和田真由美（第1,2回）
- 美術プロデューサー：矢部香苗（第1回）
- 美術制作：宇賀田暁彦（第1回）
- イラスト：榎本よしたか（第1回）、杉崎晃之（第3回）
- 宣伝：中川麻衣（第3回）
- AD：坂井由莉、田代蒼太朗、髙橋里空（共に第1回）、寺下大貴、中村愛奈（共に第1,2回）、大井甲介、奈良万里央（共に第2回）、金川由希（第2,3回）、守屋美紀、深津尚史、永田芽衣子、久野敏輝（共に第3回）
- AP：遠藤美加子（第2回）
- ディレクター：村松敬祐、中本訓彦、真鍋正孝（共に第1回）、村居大輔（第1,2回）、源川友規、及能貴之（共に第1-3回）、田中光、速水勇（共に第2回）、丹川祥一（第3回）
- プロデューサー：伊藤良美（第1-3回）